# Прапор Машівського району
Пра́пор Ма́шівського райо́ну затверджений рішенням XIX сесії Машівської районної ради IV скликання від 20.04.2005 р.

## Опис
Прапор району — стяг зі співвідношенням сторін 2:3. Полотнище розділене вертикально на дві рівновеликі частини малинового та блакитного кольорів.

## Джерело
- Машівська РДА[недоступне посилання з липня 2019]